# Joaquim Franco Pinheiro
Joaquim Franco Pinheiro ComA • GOA (1915–2001) foi um administrador colonial português.

## Biografia
A 30 de Julho de 1957 foi feito Comendador da Ordem Militar de Avis e a 13 de Abril de 1970 foi elevado a Grande-Oficial da mesma Ordem.
Exerceu o cargo de Alto Comissário e de Governador Interino da Estado de Angola entre 04 de Maio e 15 de Junho de 1974, tendo sido antecedido por Fernando Augusto Santos e Castro e sucedido por Silvino Silvério Marques.